# George S. Houston
George Smith Houston, född 17 januari 1811 i Williamson County i Tennessee, död 31 december 1879 i Athens i Alabama, var en amerikansk demokratisk politiker.
Han var ledamot av USA:s representanthus från Alabama 1841-1849 och 1851-1861. Han valde att inte ställa upp i 1848 års kongressval men kom tillbaka två år senare.
Houston blev 1866 invald i USA:s senat men var inte tillåten att tillträda som senator. Detta skedde på grund av rekonstruktionstidens bestämmelser.
Han var guvernör i Alabama 1874-1878. Efter tiden som guvernör blev han igen invald i USA:s senat och tillträdde som senator i mars 1879. Han avled i ämbetet senare samma år.
Houston ligger begravd på Athens City Cemetery i Athens.